# Liste der Kulturgüter in Ilanz/Glion
Die Liste der Kulturgüter in Ilanz/Glion enthält alle Objekte in der Gemeinde Ilanz/Glion im Kanton Graubünden, die gemäss der Haager Konvention zum Schutz von Kulturgut bei bewaffneten Konflikten, dem Bundesgesetz vom 20. Juni 2014 über den Schutz der Kulturgüter bei bewaffneten Konflikten sowie der Verordnung vom 29. Oktober 2014 über den Schutz der Kulturgüter bei bewaffneten Konflikten unter Schutz stehen.
Objekte der Kategorien A und B sind vollständig in der Liste enthalten, Objekte der Kategorie C fehlen zurzeit (Stand: 13. Oktober 2021).

## Kulturgüter
| Foto |                                                                                                | Objekt | Kat. | Typ | Standort                                   | Beschreibung |
| --- | ---------------------------------------------------------------------------------------------- | --- | ---- | --- | ------------------------------------------ | ------------ |
| ja | Datei hochladen · Wikidata zu Reformierte Kirche Ilanz (Q1285358)                              | Reformierte Kirche St. Margareta / Baselgia refurmada Sontga Margreta KGS-Nr.: 3044                                                                           | A    | G   | Ilanz, St. Margrethenplatz 734760 / 181739 |              |
| ja | Datei hochladen · Wikidata zu Martinskirche (Ilanz) (Q1905683)                                 | Reformierte Kirche St. Martin mit Friedhof / Baselgia refurmada Sogn Martin cun santeri KGS-Nr.: 3045                                                         | A    | G   | Ilanz, Via Sogn Martin 18 734650 / 181079  |              |
| ja | Datei hochladen · Wikidata zu Reformierte Kirche Pitasch (Q1541924)                            | Reformierte Kirche / Baselgia refurmada KGS-Nr.: 3134 | A    | G   | Pitasch, Sumvitg 735910 / 177049           |              |
| ja | Datei hochladen · Wikidata zu Casa Carniec (Museum Regiunal Surselva) (Q18002717)              | Haus Carniec / Casa Carniec KGS-Nr.: 3046 | B    | G   | Ilanz, Städtlistrasse 10 734797 / 181799   |              |
| ja | Datei hochladen · Wikidata zu Haus Gronda mit Pavillon und Garten (Q29784823)                  | Haus Gronda mit Pavillon und Garten / Casa Gronda cun pavigliun ed iert KGS-Nr.: 3047                                                                         | B    | G   | Ilanz, Städtlistrasse 12 734790 / 181769   |              |
| ja | Datei hochladen · Wikidata zu Haus Schmid mit Obertor (Q29784825)                              | Haus Schmid mit Obertor / Casa Schmid cun porta sura KGS-Nr.: 3048                                                                                            | B    | G   | Ilanz, Städtlistrasse 27 734775 / 181673   |              |
| ja | Datei hochladen · Wikidata zu Katholische Kirche St. Valentin (Q29784814)                      | Katholische Kirche St. Valentin / Baselgia catolica Sogn Valentin KGS-Nr.: 3133                                                                               | B    | G   | Pigniu, Plauns 728088 / 185554             |              |
| ja | Datei hochladen · Wikidata zu Schalensteine von Plontabuora (Q2230326)                         | Kirche St. Georg, bronzezeitliches Grab und mittelalterliche Kirche / Baselgia Sogn Gieri, fossa dal temp da bronz e baselgia dal temp medieval KGS-Nr.: 3190 | B    | F   | Ruschein, Crusch 733900 / 182869           |              |
| ja | Datei hochladen · Wikidata zu Katholische Kirche St. Tumasch (Q29784812)                       | Katholische Kirche St. Tumasch / Baselgia catolica Sogn Tumasch KGS-Nr.: 3264                                                                                 | B    | G   | Sevgein, Via Principala 736160 / 180900    |              |
| ja | Datei hochladen · Wikidata zu Wallfahrtskapelle Sontga Fossa (Q2542809)                        | Wallfahrtskapelle Sontga Fossa / Chaplutta Sontga Fossa KGS-Nr.: 3266                                                                                         | B    | G   | Sevgein, Curschetta 736060 / 180739        |              |
| BW | Datei hochladen · Wikidata zu Haus Cadalbert (Q29784827)                                       | Haus Cadalbert / Chasa Cadalbert KGS-Nr.: 3267 | B    | G   | Sevgein 737152 / 180251                    |              |
| ja | Datei hochladen · Wikidata zu Katholische Pfarrkirche S. Florinus (Q29784830)                  | Kirche St. Luzius KGS-Nr.: 3268 | B    | G   | Siat, Via Termun 731924 / 183552           |              |
| ja | Datei hochladen · Wikidata zu Punt da Rueun (Q2118522)                                         | Rueuner Brücke / Punt da lain KGS-Nr.: 9069 | B    | G   | Rueun, Isla 730470 / 181739                |              |
| ja | Datei hochladen · Wikidata zu St. Zeno (Ladir) (Q15129912)                                     | Katholische Kirche St. Zeno / Baselgia catolica Sogn Sein KGS-Nr.: 10745                                                                                      | B    | G   | Ladir, Via Cantunala 13 734840 / 183559    |              |
| BW | Datei hochladen · Wikidata zu Kapelle St. Maria der Leiden (Q29784820)                         | Kapelle St. Maria der Leiden / Caplutta Sontga Maria dallas dolurs KGS-Nr.: 10755                                                                             | B    | G   | Pigniu, Dado Casa Parvenda 728369 / 185226 |              |
| ja | Datei hochladen · Wikidata zu Reformierte Kirche St. Nazarius (Q2137000)                       | Reformierte Kirche St. Nazarius / Baselgia refurmada Sogn Nazarius KGS-Nr.: 10760                                                                             | B    | G   | Riein, Sumvitg 1 737125 / 178580           |              |
| BW | Datei hochladen · Wikidata zu Casa Alva (Unteres Deflorinhaus) (Q29784822)                     | Haus Alva (Unteres Deflorinhaus) / Casa Alva KGS-Nr.: 10771                                                                                                   | B    | G   | Rueun, Piadras 13 730830 / 182140          |              |
| ja | Datei hochladen · Wikidata zu Kapelle St. Maria Magdalena (Rueun) (Q1728432)                   | Kapelle St. Maria Magdalena / Caplutta Sontga Maria Madleina KGS-Nr.: 10772                                                                                   | B    | G   | Rueun, Gula 10 732455 / 182290             |              |
| ja | Datei hochladen · Wikidata zu Reformierte Kirche Schnaus (Q2137053)                            | Reformierte Kirche / Baselgia refurmada KGS-Nr.: 10788 | B    | G   | Schnaus, Curtgin Biet 7 733025 / 182130    |              |
| BW | Datei hochladen · Wikidata zu Kapelle Sogn Glieci (Q29784818)                                  | Kapelle Sogn Glieci / Chaplutta Sogn Glieci KGS-Nr.: 10797 | B    | G   | Siat, Via Termun 731924 / 183547           |              |
| ja | Datei hochladen · Wikidata zu Historische Werkstätte Gebrüder Giger, Pflugschmiede (Q29784828) | Historische Werkstätte Gebrüder Giger, Pflugschmiede / Lavuratori istoric dals frars Giger, fravgia da criecs KGS-Nr.: 12469                                  | B    | G   | Schnaus 732563 / 182322                    |              |
| [[Vorlage:Bilderwunsch/code!/O:Liste der Kulturgüter in Ilanz/Glion!/C:46.77844,9.15186!/D:Katholische Kirche St. Andreas / Baselgia catolica Sogn Andriu!/\|BW]] | Datei hochladen · Wikidata zu Katholische Kirche St. Andreas (Q29784809)                       | Katholische Kirche St. Andreas / Baselgia catolica Sogn Andriu KGS-Nr.: 12474                                                                                 | B    | G   | Rueun, Via Principala 17 730830 / 182235   |              |
| BW | Datei hochladen · Wikidata zu Kapelle St. Nikolaus (Q29784817)                                 | Kapelle St. Nikolaus / Caplutta Sogn Clau KGS-Nr.: 12475 | B    | G   | Rueun, Nunglaut 1 730629 / 181954          |              |